# Mike Yates
El capitán Mike Yates es un personaje de ficción en la serie británica de ciencia ficción Doctor Who, interpretado por Richard Franklin. Pertenecía al contingente británico de UNIT.

## Historia del personaje
Yates apareció por primera vez en el serial del Tercer Doctor Terror of the Autons (1971), y era el último en una líneas de capitanes asistentes del Brigadier Lethbridge-Stewart, aunque el Doctor implica que ya estaba ahí en historias anteriores. Se probó más duradero que sus predecesores, apareciendo semi-regularmente en el programa de 1971 a 1974 junto al Brigadier y el Sargento Benton. Junto con el Doctor y sus acompañantes, Yates luchó contra invasiones alienígenas, las maquinaciones del Señor del Tiempo renegado conocido como El Amo, ordenadores rebeldes y gusanos mutantes.
Yates era un personaje poco descrito, el típico oficial del ejército británico, y poco se sabía de él fuera de su tiempo en UNIT. Se movía bien en fuego abierto, era eficiente, y daba y ejecutaba sus órdenes sin protestar. Parecía tener una relativamente buena relación con sus hombres, aunque le recordaba a Benton en ocasiones que "el rango tiene sus privilegios". Estaba atraído por la asistente del Tercer Doctor, Jo Grant, que al principio de The Curse of Peladon se estaba vistiendo para tener una cita con Mike, solo para que el Doctor se la llevara de viaje en la TARDIS.
La caída en desgracia de Yates comenzó cuando la inteligencia artificial BOSS le lavó el cerebro en el serial de 1973 The Green Death. La cercanía del desastre ecológico aparentemente hizo a Yates muy preocupado por el futuro del planeta, y fue fácilmente reclutado por Sir Charles Grover en una conspiración para revertir el tiempo y devolver a la Tierra a una "tierra dorada" (Invasion of the Dinosaurs). La conspiración fue detenida por el Doctor, y en consideración a sus servicios pasados a UNIT, el Brigadier permitió a Yates que tomara cuidados médicos y después dimitiera tranquilamente (el actor Richard Franklin piensa que el plan inicial para esta historia era matar a Yates).
Intentando recuperarse, Yates asistió a un centro de meditación, pero descubrió que ocurrían cosas extrañas, de las que informó a Sarah Jane Smith, ya que pensaba que UNIT no confiaría en él. Sarah se lo comunicó al Doctor, lo que desencadenó los eventos del último serial del Tercer Doctor, Planet of Spiders.
Richard Franklin regresó como una imagen ilusoria de Yates en el especial del 20 aniversario The Five Doctors y volvió a interpretar a Yates en el especial benéfico de 1993 Dimensions in Time.
Como uno de los personajes recurrentes más prominentes de la serie de televisión, Yates suele ser listado como acompañante del Doctor, y de hecho es acreditado así en el sitio web oficial de la BBC de Doctor Who. Sin embargo, no siempre ha sido clasificado así, por ejemplo en el libro de acompañantes de John Nathan-Turner se excluye a Yates.